# Taggagam
Taggagam (Moloch horridus) är en ödleart i familjen agamer som placeras i det egna släktet Moloch. Arten beskrevs av John Edward Gray 1841 och förekommer i stäpp- och ökenregioner i Australien.

## Utseende
Den kan bli upp till 20 cm lång och leva i 20 år. Honorna är större än hanarna. Djuret har större och mindre koniska taggar över hela kroppen. Taggarna påminner i formen om rosenbuskens. På nacken har ödlan en knöl med två horn på. Djurets kropp är formad så att vatten som hamnar på kroppen rinner ner i små rännor till munnen. Ödlan är sandfärgad med vit undersida. Den kan ändra sig till mörkare färg om det till exempel är mörkare sand på något ställe. Den kan även blåsa upp sig så att den ser större ut.

## Ekologi
Djuret är ofarligt för människor och den livnär sig främst av myror och växtdelar. Moloken har stor nytta av sitt taggiga kroppsförsvar eftersom den olikt andra ödlearter länge letar föda på ett ställe och kan då vara sårbar för angrepp medan den äter. I likhet med paddleguanen söker taggagamen föda under dagen när myrorna är aktiva och den kan äta upp till 2 500 myror under en måltid. Myrorna fångas med utskjuten tunga. Honorna lägger 3 till 10 ägg i underjordiska hålor på sommaren.. Den är aktiv på dagen och lever mest i små grupper.

## Hot
För beståndet är inga hot kända. Hela populationen anses vara stabil. IUCN kategoriserar arten globalt som livskraftig.